# 伊達唯
伊達 唯（だて ゆい、2000年2月28日 - ）は、日本のお笑いタレント。2015年8月7日に漫才コンビ「青空アバンティ」を結成し、2016年5月1日にニュースタッフプロダクションに所属。2017年12月31日にコンビを解散し、その後はピン芸人として活動。2018年3月に所属事務所を退社し、4月から半年間の活動休止後、10月からフリーで活動再開。主に東京都内（新宿・中野・下北沢・原宿など）を拠点として活動している。2017年12月以降は、「伊達 ゆい」と、名字を漢字・名前を平仮名の表記で活動。

## 人物

### 人物
- 東京都西東京市出身。埼玉県在住[5]。
- 身長159cm・靴のサイズ24cm・頭まわり58cm・血液型A型。
- 西東京市立保谷中学校・東京都立田柄高等学校・埼玉県立栗橋北彩高等学校出身[6][7]。
- 姉がいる。
- コンビ（青空アバンティ）時代は、漫才のボケ・ネタ作り担当で、立ち位置は向かって右だった。2018年3月24日・25日に披露された、てるてる娘とのユニットトリオ「やんちゃ娘」での漫才では、ツッコミを担当し、立ち位置は中央であった。
- 端整で優しい印象の顔立ち・低くて柔らかい声質・爽やかな外見が特徴。長い黒髪で、上品で清楚で優しい顔つきであり、本人曰く「平安顔」。肌が綺麗なことがチャームポイント[8]。
- 2017年12月19日に開催された、事務所所属の芸人を表彰するイベント「2017 トラベル大賞授賞式」では、「ミス・ニュースタッフ」の称号を与えられるなど[9]、かわいい見た目とキャラクター性から、多くのファンから愛されている。
- 花粉症に悩まされており、頻繁にマスクを付けている[10]。
- ファンとの交流を大切にしており、Twitterでのやり取りやツイキャス・Stager Liveでの配信も不定期に行っている。配信中に「コメントしてくれる人は友達だよ」と言うなど、ファンと身近で親しみやすい存在であることを大切にしている。Stager Liveでの配信は、2017年12月の「青二祭二次審査」における配信審査がきっかけである[11]。2018年には、Stager Liveの専属配信者になった。
- 2017年9月から12月までの間、ニュースタッフプロダクションの公式ニコニコチャンネルでの有料ブロマガ「才能のゴッタ煮。」にて、現役女子高校生目線で時事ネタに関する感想コラム「伊達唯17歳、JK目線！」を掲載していた。各記事の締めに、そのテーマでダジャレを披露していた[12]。
- 尊敬する芸人の一人として、いとうあさこを挙げており、「いとうあさこさんに真っ直ぐな瞳で『ゆいは面白いんだから自信を持って』と言われること」を目標の一つとしている[13]。

### 趣味・嗜好
- 趣味はテニスで、高校ではテニス部に所属していた。また、高校の体育でしたバスケットボールも好きであり、レイアップシュートが得意であるという。さらに、ダンスの経験があり、高校の昼食後に、クラスメートの前で踊っていたという[14]。子供の頃にダンス・縄跳び・空手を習っていたことがあるなど、スポーツの経験は豊富である。
- 本人曰く、アウトドア派で、自分で釣った魚を捌いて料理するなど[15]、多趣味な一面が見られる。
- お風呂に入ることが好きで、本人曰く「お風呂だけは綺麗にしていたい」[16]。小さい頃には１時間以上の入浴は余裕であった[17]。入浴剤への造詣も深い。シャンプーは、ファンから貰ったLUXのプレミアムボタニフィークダメージリペアシャンプーを愛用している[18]。
- 好きな食べ物はラーメンで、ラーメン店でのアルバイトの経験がある。
- 好きなお菓子はじゃがりこで、本人曰く「家に50個ぐらいストックしときたいぐらい美味しい」[19]。また、外国のお菓子も好きだという[20]。
- 好きなアーティストは、高橋優・back number・西野カナなど。
- 好きな男性のタイプとして、菅田将暉を挙げている[21]。
- 好きなキャラクターはドラえもん [22][23]。

### 特技
- 帰国子女であることから英語を得意としており、英語の楽曲もしなやかに歌いこなす。
- 珠算検定1級・暗算検定1級・漢字検定3級・書道準3段を所有しているなど、多才な一面も持ち合わせている。そろばんは以前習っていた。
- 鼓笛隊で鍵盤ハーモニカを演奏していた経験がある。
- 2018年からベースを始め、その練習風景をStager Liveで度々配信していた。
- 綺麗で澄んだ歌声の持ち主で、ツイキャスやStager Liveで歌声を披露したこともあるが、中学生の頃には友達に音痴だと言われていたらしく、歌うことには自信がないという。

## 略歴・受賞歴

### 経歴

#### 子供時代・学生時代
- 2000年に生まれる。そのため、ニュースタッフプロダクション所属当時は「ニュースタッフプロダクションのミレニアムベイビー」の呼称を持っていた。
- 小学2年生まで、約4年間オーストラリアに居住しており、帰国子女である。
- 小学校4年生・5年生のときに「お笑い係」となり、給食の時間にクラスの全員の前でお笑いを披露[注釈 2]。そのとき、人を笑わせることが楽しいと感じてお笑い芸人になることを決意した[24]。
- 子供の頃からお笑い芸人になるという夢を追い続けてきており、小学生の時にもネタ帳を作っていたという[25]。当時のアルバムの「5年後の自分を想像する」という欄には、「5年後は売れない芸人生活を歩んでいる」と書いているなど[26]、子供の頃からお笑い芸人になるという決意は堅かった。
- お笑い芸人になること・テレビに出ることが、小学生時代からの目標であったが、ともに高校生のうちに達成した。
- 高校時代には、自分の席に座っているのに「伊達！席移動するな！」と怒られたり、何も出していないのに「余計なもの出すな！」と怒られたりしたことがあるという[7]。
- 高校生活の中でも、お笑い芸人としての名声を博しており、卒業式直前の「3年生を送る会」では、学年主任の先生との漫才を全校生徒の前で披露した[27]。

#### コンビ結成から解散まで
- 2015年8月7日、旧コンビを解散後に新しく相方を探していた小川梨瑠沙にTwitterで誘われて「青空アバンティ」を結成[注釈 3]。
- 2015年9月5日、初めて舞台に立ち、ネタを披露。以来、東京（新宿・中野・下北沢など）を拠点に活躍。多い月には10回近く舞台に立つ[5][注釈 4]。
- 2016年5月1日、ニュースタッフプロダクションに所属[1]。
- 2016年5月、インターネット番組「JK Fridaynight ばきゅん！」の2016年度のレギュラーメンバーに抜擢[28]。
- 2016年8月15日、「ハイスクールマンザイ2016」で関東エリアにて準決勝出場[29]。
- 2016年8月27日・28日、愛媛県新居浜市で開催された「高校生笑い日本一決定戦 第6回笑顔甲子園」に出場。
- 2016年11月6日、『朝日新聞』の特集「18歳をあるく」で、全国紙一面に掲載される[5][30]。
- 2017年3月11日、主演ライブ「青空アバンティと6人の大人」で初めてコント・ダンスネタ・ピンネタを披露[注釈 5]。
- 2017年8月12日・13日、愛媛県新居浜市で開催された「高校生笑い日本一決定戦 第7回笑顔甲子園」に出場。ピンネタを披露し、予選バトルで第2位・決勝バトルで第4位の成績を残す[6][31][32]。
- 2017年10月9日、同事務所所属のこぐれとともに「たまぴよみーてぃんぐ～玉城ティナ 20th Birthday Event～in東京&大阪」の東京公演に出演[33]。
- 2017年12月、高校生の総合イベント「青二祭」出場のための一次審査に通過。二次審査の一つとして、Stager Liveにて配信審査を実施[11][34]。
- 2017年12月頃から、コンビの活動が激減し[注釈 6]、ピンでの活動が多くなる。
- 2017年12月31日、「青空アバンティ」を解散することを発表。相方のりるさは引退を表明し、「女子高校生コンビ」として脚光を浴び始めてから、2年4ヶ月の歴史に幕を閉じた[2][注釈 7]。

#### ピン芸人としての活動
- 2018年1月、青空アバンティ解散後は、相方を探しながらピンでの活動を存続[35]。
- 2018年1月10日、たかまつななが主催する「笑える!政治教育ショー in 議員会館」に出演[36][37]。
- 2018年1月14日、「青二祭」の二次審査を通過[38]。青二祭への出演が決定した。配信審査の結果は1位であった[39]。
- 2018年3月、「原宿お笑いアジトライブ」の土曜日レギュラーメンバーになり[40]、毎週土曜日に原宿ajitoで3公演出演している。「原宿を笑顔に」をモットーに掲げている[41]。
- 2018年3月24日・25日、「原宿お笑いアジトライブ」および「ゲレロンステージ」にて、てるてる娘とのユニットトリオ「やんちゃ娘」での漫才を披露[42]。
- 2018年3月26日、2,000人規模の舞台赤坂BLITZにて開催された高校生総合イベント「第19回青二祭」に出場。自身のピンネタと、新宿歌舞伎町ナンバーワンホストの最神釈迦とのユニット漫才を披露した[43]。
- 2018年3月31日、所属事務所ニュースタッフプロダクションの退社を発表。退社の理由は「自分の目標に向かうための新たなスタート」だという[3]。
- 2018年4月、半年間の活動休止を表明[3]。活動休止の理由については詳らかにはされていないが、ニュースタッフプロダクションとの契約における競業避止義務条項（契約解消後の一定期間の芸能活動の禁止）によるものであるという（当該契約上の競業避止義務の有効性・拘束力については定かではない）。
- 2018年4月16日、ボクラしっくらが運営するYouTubeチャンネル「ASB心（あそびごころ）」に新メンバーとして加入。「ファンの女の子が誘惑してきたら、芸人はお持ち帰りしてしまう?」という検証ドッキリに、仕掛け人の「ファンの女の子役」で参加し[44][45]、その後、新メンバーとしての加入が正式に決定した[46]。
- 2018年10月1日、フリーのピン芸人として活動再開[4]。
- 2018年10月7日、あけみんとのユニットコンビ「山盛りパフェ」を結成[47]。
- 2018年11月14日、ケビンとのユニットコンビ「アハーイ団」を結成[48]。
- 2018年12月10日、「原宿ビットシアター」にて、小川梨瑠沙とのコンビ「青空アバンティ」が1日限りの再結成。解散後約1年振りの舞台となる。
- 2018年12月28日、てるてる娘・中根すあまとのユニット主催ライブ「可愛い子には芸をさせよ」開催。

### 賞レース歴
- M-1グランプリ[49]

| 日程       | 日程    | 日程  | 会場                           | 出演名義       | 結果 | エントリーナンバー |
| ---------- | ------- | ----- | ------------------------------ | -------------- | ---- | ------------------ |
| 2016年大会 | 9月3日  | 1回戦 | 新宿シアターモリエール（東京） | 青空アバンティ | 通過 | 734                |
| 2016年大会 | 10月9日 | 2回戦 | 雷5656会館ときわホール（東京） | 青空アバンティ | 敗退 | 734                |
| 2017年大会 | 8月3日  | 1回戦 | ハーモニックホール（東京）     | 青空アバンティ | 敗退 | 549                |

- 女芸人No.1決定戦 THE W

| 日程       | 日程     | 日程  | 会場                             | 出演名義       | 結果 | エントリーナンバー |
| ---------- | -------- | ----- | -------------------------------- | -------------- | ---- | ------------------ |
| 2017年大会 | 10月15日 | 1回戦 | 中目黒キンケロ・シアター（東京） | 青空アバンティ | 敗退 | 202                |

- R-1ぐらんぷり

| 日程       | 日程   | 日程  | 会場                         | 出演名義 | 結果 | エントリーナンバー |
| ---------- | ------ | ----- | ---------------------------- | -------- | ---- | ------------------ |
| 2018年大会 | 1月7日 | 1回戦 | 新宿シアターブラッツ（東京） | 伊達ゆい | 敗退 | -                  |

## 芸風

### コンビ時代
- 主に漫才を披露。
- 漫才のネタは当初は相方と2人で作っていたが、その後は、ネタ作りは全てゆいが担当していた。
- 結成当初から、2人ともが制服風のベストとスカートで舞台に立つという、現役女子高校生ならではのスタイルをとっていた[5]。2017年4月以降、相方のりるさは高等学校の卒業を機に私服で舞台に立っていた。その翌月以降、ゆいも私服で舞台に立っていた[53]。その後は、ゆいは黄色のサロペット・相方のりるさは赤色のスカートを着て舞台に立っていた。
- 当初は、ネタの内容も現役女子高校生の視点を活かしたものが多く、修学旅行・面接・給食など学生生活を題材とした「女子高校生漫才」を披露することが多かった[5]。
- 漫才中はお互いに相方のことを、「ゆい」・「りるさ」と名前で呼び合う。
- ゆいのすましたボケに対して、相方のりるさが穏やかで暖かいツッコミをするのが極めて特徴的。さらに、強く叩くなどといった激しいツッコミも行われない。
- 当初の漫才では、ゆいの落ち着いたボケがネタの骨格となっていたが、その後は、動的なボケや、強い語気でのボケ、ナンセンスなボケ、ツカミでのゆいのラップの披露、さらには、ぼんやりとしたボケが勢いのあるボケに展開するなど、ゆいのボケの強弱が多く見られるようになった。
- 毎回ネタのはじめに、二人で「ゆいです、〇〇歳です。りるさです、〇〇歳です。青空アバンティです。お願いします。」と自己紹介をしてから漫才を始める。また、ネタの最後に、相方のりるさがポップな口調で「もういいよ」と言って漫才を締める。
- 馬鹿よ貴方はの新道竜巳は、自身のブログ「新道竜巳の『女芸人研究室』」にて、二人の漫才を「ボケ数が多くテンポがよく、男性的な漫才」・「最後の「もーいいよ」がキュート」と評しており[54]、「将来のお笑い界を背負っているかもしれない」と紹介した[55]。

## エピソード
青空アバンティとしてのエピソードは、「青空アバンティ#エピソード」を参照のこと。

## ライブ
青空アバンティとしてのライブ出演は、「青空アバンティ#ライブ」を参照のこと。
- 2017年
  - 12月18日：ピンネタライブin charade（会場：CHARA DE asagaya）[56]
  - 12月19日：2017トラベル大賞授賞式（会場：中野Ｍスタジオ）[56]
  - 12月21日：景色の中に居る自分（会場：スタジオシェイプレス）[56]
  - 12月26日：青二祭二次審査（会場：目黒区民センター）[56]
  - 12月28日：超ハイパーkawaiiライブ（会場：新宿バティオス）[56]
  - 12月29日：はじめちょろちょろ中ぱっぱライブ（会場：オオカゼ寫眞館）[57]

- 2018年
  - 1月2日：原宿お笑いアジトライブ（会場：原宿ajito）[58]
  - 1月4日：R-1対策ライブ[59]
  - 1月10日：笑える!政治教育ショー in 議員会館（会場：国会議事堂）[37]
  - 1月10日：LIVE NSP Junior（会場：中野Studio twl、順位は12位[60][61]）[62]
  - 1月12日：ゲレロンステージ（会場：新宿ハイジアV-1）[62]
  - 1月13日：ゴッタニJr（会場：下北沢シアターミネルヴァ）[62]
  - 1月23日：ゴッタニJr（会場：下北スラッシュ）[62]
  - 1月25日：ゲレロンステージ（会場：新宿ハイジアV-1）[62]
  - 2月4日：ゲレロンステージ（会場：新宿バティオス）[63]
  - 2月7日：LIVE NSP Junior（会場：中野Studio twl、順位は3位[60][64]）[63]
  - 2月12日：全力女子ライブ～と愉快な仲間たち～（会場：新宿バッシュ）[63]
  - 2月13日：お智だちライブ（会場：なかのZERO視聴覚ホール）[63]
  - 2月27日：kawaiiライブ（会場：新宿studioQ）[63]
  - 3月1日：LIVE NSP（会場：下北沢シアターミネルヴァ、順位は11位[65][66]）[40]
  - 3月3日：原宿お笑いアジトライブ（会場：原宿ajito）[40]
  - 3月4日：ゲレロンステージ（会場：新宿バティオス）[40]
  - 3月10日：原宿お笑いアジトライブ（会場：原宿ajito）[40]
  - 3月13日：お智だちライブ（会場：なかのZERO視聴覚ホール）[40]
  - 3月17日：LIVE NSP Young!Young!Young!（会場：下北沢シアターミネルヴァ）[40]
  - 3月24日：原宿お笑いアジトライブ（会場：原宿ajito、「やんちゃ娘」名義）[40]
  - 3月25日：ゲレロンステージ（会場：新宿バティオス、「やんちゃ娘」名義）[42]
  - 3月26日：第19回青二祭（会場：赤坂BLITZ）[39][40]
  - 3月27日：kawaiiライブ（会場：新宿studioQ）[40]
  - 3月31日：原宿お笑いアジトライブ（会場：原宿ajito）[40]
  - 3月31日：お笑いQ1グランプリ（会場：なかの芸能小劇場）[40]
  - 10月7日：ラスタ原宿（会場：ラスタ原宿、「山盛りパフェ」名義）[4]
  - 10月8日：2TOP（会場：新宿バッシュ）[4]
  - 10月14日：ゲレロンステージ（会場：新宿バティオス、「山盛りパフェ」名義）[4]
  - 10月21日：爆笑!紅白ネタ合戦（会場：新宿バッシュ）[4]
  - 10月21日：全力女子ライブ（会場：新宿バッシュ）[4]
  - 10月26日：何にせよネタを2本やりたい（会場：中野シェイプレス）[4]
  - 10月30日：kawaiiライブ（会場：赤坂チャンスシアター、「山盛りパフェ」名義）[4]
  - 11月4日：あめとムチ（会場：なかの芸能小劇場）[67]
  - 11月11日：日替わりランチ（会場：なかの芸能小劇場）[67]
  - 11月14日：俺たち賞金族（会場：中野杉並多目的スペース、「アハーイ団」名義）[67]
  - 11月24日：Clac（会場：橋本HKrounge、「アハーイ団」名義）[68]
  - 12月4日：kawaiiライブ（会場：赤坂チャンスシアター、「山盛りパフェ」名義）[69]
  - 12月10日：原宿ビットシアター（会場：原宿ビットシアター、「青空アバンティ」名義）[69]
  - 12月11日：お智だちライブ（会場：中野ZERO視聴覚ホール、「アハーイ団」名義）[69]
  - 12月21日：music city vol.4（会場：代アニLIVEステーション、「アハーイ団」名義）[70]
  - 12月27日：超ハイパーkawaiiライブ（会場：新宿バティオス）[71]
  - 12月28日：可愛い子には芸をさせよ（会場：新宿バティオス）[72][69]

- 2019年
  - 1月13日：爆笑!お笑い紅白ネタ合戦（会場：新宿バッシュ、「アハーイ団」名義）[73]
  - 1月22日：俺たち賞金族（会場：中野杉並多目的スペース）[73]
  - 1月27日：ゲレロンステージ（会場：新宿Fu+、「山盛りパフェ」名義）[73]
  - 1月29日：kawaiiライブ（会場：赤坂チャンスシアター、「アハーイ団」名義）[73]
  - 2月10日：コントチャンピオン（会場：新宿バッシュ、「青空アバンティ」名義）[74]
  - 2月16日：全力女子ライブーとゆかいな仲間たちー（会場：新宿バッシュ、「青空アバンティ」名義）[75]

## 番組出演

### テレビ番組

#### バラエティ
- NEWSな2人 （TBSテレビ、2017年4月14日・21日）[76][注釈 8]
- ホンマでっか!?TV（フジテレビ、2017年8月16日）[77][注釈 9]

### ラジオ番組
- grow up radio （すまいるエフエム、2016年11月26日）
- ナイスク学園（レインボータウンFM、2018年1月26日）[78]

### インターネット番組
- JK Fridaynight ばきゅん！（アキバ系BBチャンネル、2016年5月 - 2017年3月、2017年7月31日）[28]
  - 2016年度の出演回は、第2回、第4回 - 第15回、第17回 - 第24回、第26回 - 第31回、第33回 - 第40回。
  - 2017年度第14回は、前説・一部のコーナーのMCとして出演。
- ASB心（YouTube、2018年4月16日 - ）[46]

## 公式動画
- 【LIVE NSP junior】伊達ゆい（2018年1月公演）
- 【LIVE NSP junior】伊達ゆい（2018年2月公演）
- 【LIVE NSP】伊達ゆい（2018年3月公演）
- 第19回 青二祭 伊達ゆい
- 第19回 青二祭 最神釈迦×伊達ゆい